# La Breille-les-Pins
La Breille-les-Pins är en kommun i departementet Maine-et-Loire i regionen Pays de la Loire i nordvästra Frankrike. Kommunen ligger i kantonen Allonnes som tillhör arrondissementet Saumur. År 2022 hade La Breille-les-Pins 617 invånare.

## Befolkningsutveckling
Antalet invånare i kommunen La Breille-les-Pins
| Referens: INSEE |